# Словарь говора деревни Акчим
Словарь говора деревни А́кчим Красновишерского района Пермской области (также «А́кчимский словарь») — первый в России полностью опубликованный словарь полного типа, отражающий лексику живой обиходной речи деревни Акчим Красновишерского района Пермской области (позже — Пермского края).
Словарь репрезентует активный лексический запас рядового, и этим показательного, севернорусского, типичного для Урала, современного народного говора, представляющего собою реально функционировавшую языковую систему. В словаре описываются диалектизмы всех типов с обозначением семантической структуры многозначного слова, а также приводятся (списком) все общерусские слова и лексико-семантические варианты общерусских слов, зафиксированные в акчимском говоре.
Материал для словаря собран диалектологами Пермского университета. Главный редактор словаря — Ф. Л. Скитова.

## Хронология публикации томов
- Том 1: А-З — 1984.
- Том 2: И-М — 1990.
- Том 3: Н-О — 1995.
- Том 4: П — 1999.
- Том 5: Р-С — 2003.
- Том 6: Т-Я — 2011 (ред. выпуска — Л. А. Грузберг).

## История создания словаря
Первая фиксация акчимского говора относится к 1900 году, когда этнограф и фольклорист Н. Е. Ончуков исследовал по программе Российской Императорской Академии Наук ряд вишерских говоров.
В 1949 году группа диалектологов Молотовского университета выехала в первую экспедицию для изучения народной русской речи в деревнях и селах Мотоловской области: диалектологи университета включились в работу по академической программе сбора материалов для Диалектологического атласа русского языка. Из года в год увеличивалось число участников экспедиций, улучшалось качество собираемого материала, углублялось его теоретическое осмысление. Из пермских диалектологов первой побывала в Акчиме Франциска Леонтьевна Скитова, собиравшая в начале 1950-х годов материал для кандидатской диссертации. В экспедициях принимали участие известные лингвисты К. А. Фёдорова, Л. В. Сахарный, С. Ю. Адливанкин, В. З. Санников, Л. К. Андреева и др.
БАСёНА. О женщине, следящей за своей внешностью, одетой опрятно и красиво. Наталья была самая красивая, надевалася чисто, ее басёной и звали; Видишь, достатку нету, а она просит баско одеваться. Басёна!
Материалы для атласа собирались по территории всей Пермской области, а когда работа по атласу была завершена, пермские диалектологи, поддерживаемые профессором Ленинградского университета Б. А. Лариным, приступили к работе по сбору материала для словаря говора деревни Акчим. Работа проводилась с 1960 года и к 1971 году в основном была закончена; но нерегулярные экспедиции организовывались до 2003 года. В итоге картотека словаря насчитывает около 2 миллионов карточек.
 Участники лексикологических экспедиций провели в Акчиме более 2000 человекодней, причем каждая экспедиция работала от двух до пяти недель. Полевые записи составили в целом около 23000 страниц, записи, снятые с магнитофонной ленты, — 300 страниц.
В лексикологических экспедициях и работе над словарём принимали участие люди, позже получившие известность как учёные, писатели, талантливые учителя: Л. А. Грузберг, Т. И. Ерофеева, Н. В. Горланова, Е. Н. Полякова, Л. А. Юзефович, В. Е. Савинов и др.
Словарь задумывался и начинал составляться (так был подготовлен отрезок А-В) как словарь полного типа, описывающий всю лексическую систему говора, включая общерусскую лексику. Однако в целях ограничения объёма издания составители были вынуждены разделить словарь на две части: в первой отражены все слова, являющиеся диалектными или имеющие диалектные значения, оттенки значений; во второй списочно, без цитат из живой разговорной речи представлены все зафиксированные в акчимском говоре слова в общерусском значении.
Публикация шести томов словаря началась с 1984 года и закончилась в 2011 году.

## Оценка словаря
Известный славист, диалектолог член-корреспондент АН СССР Ф. П. Филин в период начала работы над Акчимским словарём (1961) отметил:
Такой словарь был бы интересен во многих отношениях, и попытки подготавливать полные словари каких-либо отдельных современных говоров следует всячески приветствовать.
Старший научный сотрудник Института языкознания РАН И. А. Попов после выхода двух первых томов словаря (1993) заявил:
Выход из печати двух выпусков Акчимского словаря — большое событие в русской диалектной лексикографии. Словарь пополнил широкий круг русских областных словарей и с большим удовлетворением воспринят научной общественностью как один из замечательных памятников народного обиходного языка нашего времени. На страницах словаря этот язык навсегда сохранится в том виде, в каком он существовал в начале второй половины XX в., хотя многое с течением времени изменится (и уже изменяется или изменилось) в этом языке. Отсюда значение Акчимского словаря трудно переоценить...
Акчимский словарь с полным основанием можно назвать энциклопедией жизни русского народа, отраженной в языке... Составители словаря избрали трудный, мало изведанный в ту пору, но плодотворный по результатам своим путь создания словаря по возможности полного типа и последовательно прошли его как в разработке теории, так и в составлении словаря

О. И. Блинова , профессор кафедры русского языка Томского университета, утверждала (1992, 1995):
Полные словари имеют большое историко-культурное значение, внося существенный вклад в решение проблемы экологии культуры, в данном случае — экологии речевой культуры народа.
Такие словари опрокидывают бытующие еще мнения о диалекте как языковом типе второго сорта, с предельно ограниченным словарным запасом, со стилистически нивелированной организацией, со значительным преобладанием конкретной лексики перед отвлеченной и т. д.
Полный словарь говора — это памятник народной духовной культуры, хранилище богатств народной речи.